# چغک‌چینی کلاه‌زنگاری
چغک‌چینی کلاه‌زنگاری (نام علمی: Schoeniparus dubia) نام یک گونه از تیره لیکویی‌های زمینی است.